# هم‌سوجنسی
یکی بودن هویت جنسیتی فرد با ویژگی‌های جسمانی او را اصطلاحاً هم‌سوجنسی یا سیسجندر (به انگلیسی: Cisgender) می‌گویند.
بدین معنی که کسی که به لحاظ جسمانی و ظاهری، مرد یا زن به‌شمار می‌آید، در درون نیز، چنین احساسی داشته باشد و رفتارهایی مطابق با آن، از خود بروز دهد، یک فرد هم‌سوجنس است. هم‌سوجنس را هم‌سوجنسیت نیز گفته‌اند.
فرد هم‌سوجنس جنسیت خودش را منطبق بر اندام جنسی زمان تولدش می‌داند و میان هویت جنسیتی‌اش و اندام جنسی زمان تولدش تضادی نمی‌بیند. هم‌سوجنس بودن در واقع نقطه مقابل تراجنسی بودن است.
یک فرد تراجنسی که جراحی کرده باشد و اکنون اندام جنسی‌اش با هویت جنسیتی‌اش هماهنگ باشد را نمی‌توان یک هم‌سوجنس خواند زیرا هم‌سوجنس بودن به معنی هماهنگی هویت جنسیتی با اندام جنسی از زمان تولد است.
از سوی دیگر هم‌سوجنسی با دگرجنس‌خواهی تفاوت دارد. زیرا دگرجنس خواهی یک میل جنسی است و هر فردی که گرایش به جنس مخالف داشته باشد در این دسته می‌گنجد اما هم‌سوجنسی رابطه میان هویت جنسیتی و اندام جنسی از زمان تولد است.